# Axel Wagner (Wissenschaftsjournalist)

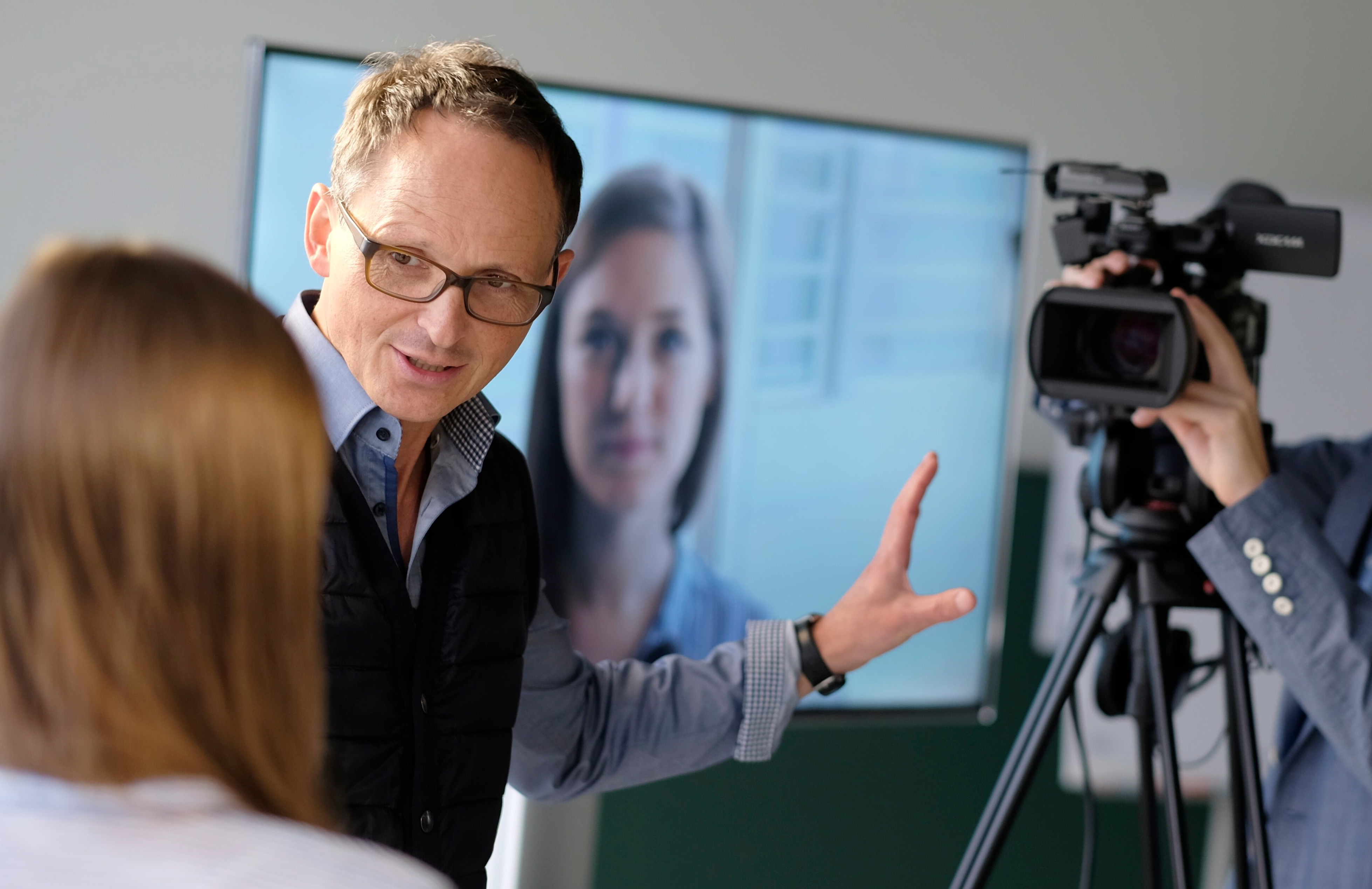
Axel Wagner

Axel Wagner (* 1969 in Koblenz) ist ein deutscher Wissenschaftsjournalist und Biologe.

## Leben
Axel Wagner studierte Biologie, Geografie, Paläontologie und Journalismus an der Universität Tübingen, der Universität Mainz, der Universität Bonn, der Universität Ljubljana und der Freien Universität Berlin. Mit einer Freiland-Studie über das Verhalten freilebender Braunbären in Europa erhielt er den Abschluss als Diplom-Biologe (Universität Bonn, 1998). Im Anschluss an seine naturwissenschaftliche Ausbildung studierte er Wissenschaftsjournalismus (FU Berlin, Abschluss 1999) und arbeitet seither als Journalist und Dozent.

## Publizistik
Axel Wagner ist im Bereich der audiovisuellen Medien des öffentlich-rechtlichen Rundfunks publizistisch tätig. Er ist seit 1999 Redaktionsmitglied in der Abteilung Wissenschaft und Bildung des Südwestrundfunk (SWR) in Baden-Baden. Von dort aus arbeitet er für die Sender der ARD vor und hinter der Kamera als Presenter, Redakteur, Regisseur und Sprecher. Zudem verantwortet er Wissenschaftsdokumentationen in der ARD-Mediathek und auf YouTube. Er hat zahlreiche Nachrichtenfilme, Reportagen und Dokumentationen produziert. So etwa 2021 die fünfteilige Doku-Serie „Axel Wagner und die Klimakrise“. Als Moderator und Presenter ist er seit dem Jahr 2000 aktiv. So moderierte er mit Birgit Klaus bis 2003 das Bildungsmagazin Planet Wissen (SWR/WDR/BR). 2009 produzierte und präsentierte er das Reportage-Format „ich bin nano“ (3sat) und von 2010 bis 2021 das Wissensformat „frag odysso“ (SWR-Fernsehen). Der inhaltliche Schwerpunkt seiner journalistischen Arbeit liegt in den Bereichen Klima, Natur und Umwelt.

Studioaufnahme aus der Produktion „Axel Wagner und die Klimakrise“

Seine Arbeit wurde mit zahlreichen Ehrungen versehen. So etwa mit dem Science Award der Goethe-Institute und auf dem Filmfestival NaturVision. Sein Buch „Das Tier in Dir“ wurde 2013 mit der Auszeichnung „Wissensbuch des Jahres“ geehrt. Dieses Werk basiert unter anderem auf den Recherchen zur gleichnamigen Fernsehdokumentation (SWR, WDR, Schweizer Fernsehen).

## Lehre
Axel Wagner lehrt an verschiedenen Universitäten, Institutionen und Organisationen Wissenschaftskommunikation. Er ist Mitglied im Gründungsteam und Dozent am Nationalen Institut für Wissenschaftskommunikation (NaWik). Zudem war er Lehrbeauftragter des House of Competence (HoC) und des House of Young Scientists (KHYS) am Karlsruher Institut für Technologie.